# Wojskowy Zarząd Infrastruktury w Poznaniu
Wojskowy Zarząd Infrastruktury w Poznaniu – jednostka organizacyjna Ministerstwa Obrony Narodowej ulokowana w Poznaniu. Powstała w 2003 roku z połączenia 20. Terenowego Oddziału Lotniskowego i Rejonowego Zarządu Infrastruktury w Poznaniu. Pierwszym szefem Wojskowego Zarządu Infrastruktury był płk Wiesław Mstowski. Aktualnie Wojskowym Zarządem Infrastruktury kieruje płk Tomasz Janusz. 
Wojskowy Zarząd Infrastruktury w Poznaniu jest zarządem infrastruktury wojskowej, pełniącym funkcje  zarówno rejonowego zarządu infrastruktury, jak również terenowego oddziału lotniskowego  zaopatrującego lotniska w ruchome składniki majątkowe niezbędne ich do wyposażania i technicznego utrzymania.